# Bosco del Chignolo
Il bosco del Chignolo è una pineta sita nel comune di Triuggio.

## Origine del Nome
La forma del bosco del Chignolo è quella di un triangolo isoscele con la base rivolta a Nord. Questa forma ricorda quella di un cuneo che, in dialetto brianzolo, si dice Chignoeu dai cui è derivato Chignolo.

## Storia
Nel secondo dopoguerra si decise di convertire una zona dei campi destinata alla coltivazione del frumento a pineta di pino strobo utilizzati per la produzione di carta. Negli anni successivi, Industria cartaria modificò il processo produttivo rendendo non più conveniente l'utilizzo dei pini come materia prima. La pineta cadde quindi in uno stato di abbandono e, a causa della loro disposizione troppo intensiva e quindi ravvicinata, molti dei pini morirono. Nel 1989 l'amministrazione comunale decise di acquistare la pineta al fine di preservarla. Non vennero però eseguiti interventi sostanziali fino ai primi anni 2000, quando l'allora sindaco di Triuggio, Paolo Manzoni, approvò il progetto di riqualificazione dell'dell'architetto Marilena Baggio, dal quale nacque l'attuale bosco.

## Flora e fauna
Pur essendo una pineta di pino strobo, questa confina con un bosco di origine ben più antica e caratterizzato da diverse specie. Nel corso degli anni sono quindi iniziate a crescere altre specie di piante come:
- Caprino Bianco
- Caprino Nero
- Felce
- Castagno
- Robinia
- Bosso
- Mughetto
- Fragole di bosco

Nel bosco hanno anche trovato riparo diverse specie animali, quali:
- Volpe rossa
- Passero
- Fagiano
- Gufo comune
- Pipistrello nano
- Coniglio selvatico europeo
- Cornacchia grigia

## Percorsi
Il Chignolo risulta essere molto frequentato da ciclisti e podisti, poiché rientra nei percorsi del Parco regionale della Valle del Lambro, come la ciclopedonale che da Parco di Monza porta ai colli briantei o come l'anello Agliate - Chignolo - Triuggio. Il bosco è anche una delle località nelle quali le Guardie ecologiche volontarie (GEV) compiono le loro visite guidate. Inoltre al suo interno sono state inseriti giochi in legno per incentivare anche le famiglie nel visitarlo.